# Остальгия

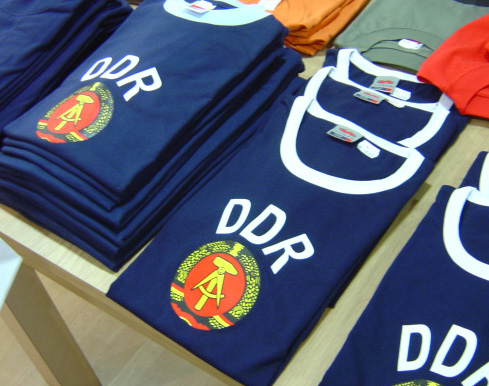
Футболки с символикой ГДР

Остальгия (нем. Ostalgie, от Osten) — ностальгия по временам и культуре ГДР. Противоположным понятием является вестальгия (нем. Westalgie). Иногда определяется как «воспоминание, ретроспективный взгляд на вещи и обстоятельства из повседневной жизни бывшей ГДР».
В более широком смысле остальгия — это тоска по ушедшему социалистическому прошлому в странах так называемого социалистического лагеря, например югоностальгия и ностальгия по СССР.
Авторство неологизма остальгия, по крайней мере его актуализацию, приписывают немецкому артисту Уве Штаймле, выступавшему с программой Ostalgie.
Остальгия — культурный феномен самоидентификации. Существует противопоставление людей по жизненному укладу и культуре: «осси» (восточники) и «весси» (западники). Приверженность своей культуре выражается, в частности, в выборе характерных товаров «остальги», фильмов и их персонажей, пристрастие к социалистической символике и прочем.

## Проявления
В современной Германии имеются магазины, где продаются вещи и предметы, которые были популярны в ГДР. В Берлине имеется гостиница «Остел», интерьеры номеров которой оформлены в стиле восьмидесятых. Популярны товары с этикеткой «сделано в ГДР», так магазин OssiVersand.de в 2008 году имел оборот миллион евро, а магазин Ossiladen, рассылающий свои товары по почте, имел около 40 тысяч постоянных клиентов.
Популярными становятся фильмы и книги с изображением жизни в ГДР. Также читатели и критики обратили своё пристальное внимание на литературу ГДР, молодые авторы обращаются к тематике ГДР. Большую популярность у читателей получил роман Гюнтера Грасса «Широкое поле» («Ein weites Feld»), в котором, по мнению возмущённых западнонемецких критиков, литературоведов и даже политиков, действительность ГДР изображена некритически и ностальгически окрашена.

## Популярные символы ГДР

«Светофорные человечки» — символ остальгии

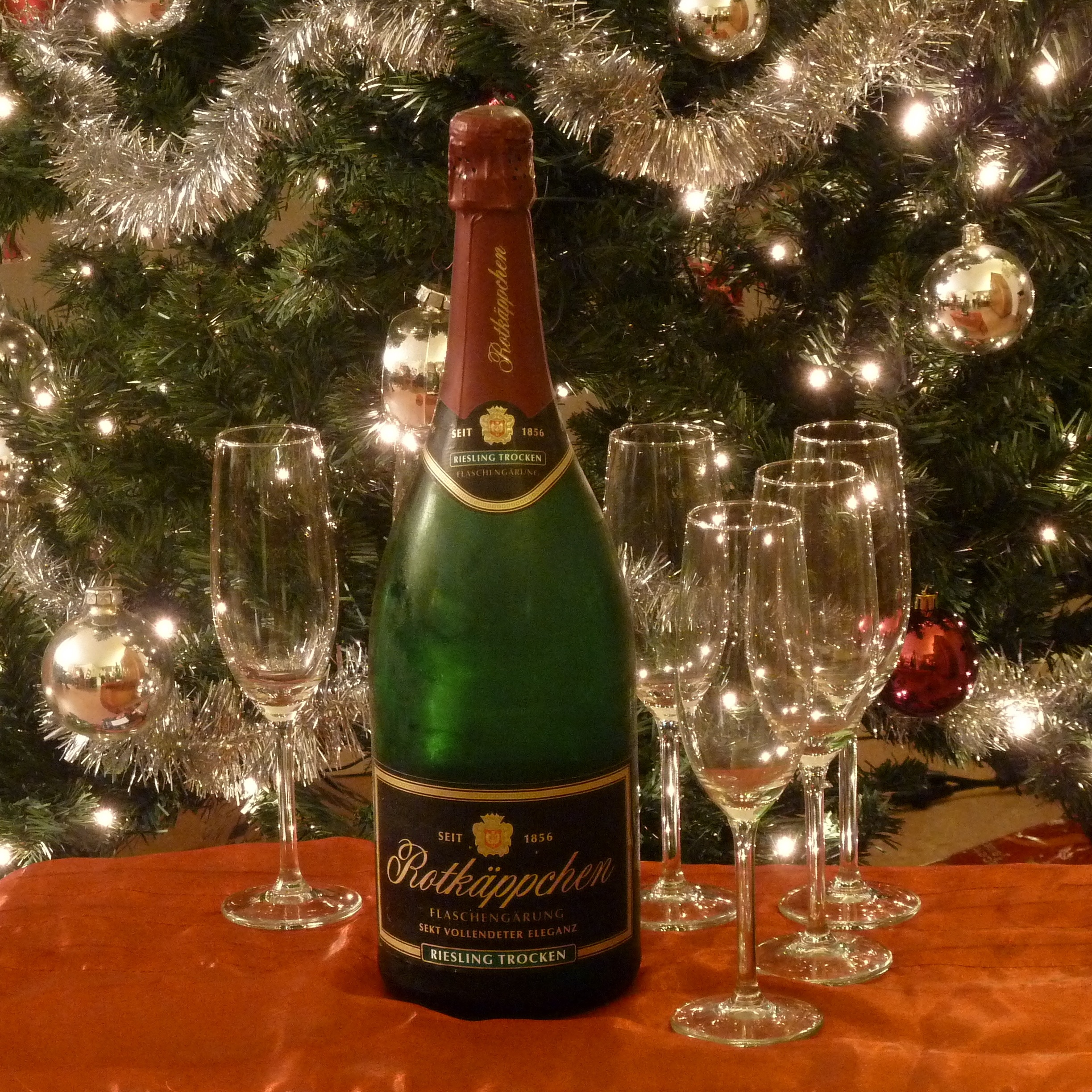
Шампанское «Красная шапочка»

Продукты из бывшей ГДР неожиданно стали позитивными символами. С остальгией связывают популярные символы ГДР:
- Эмпельман — человечек, изображённый на светофорах — прототипом стала фотография Эриха Хонеккера[3];
- Трабант — культовый автомобиль, число которых в эксплуатации только в Германии около 100 тыс. экземпляров[3][8];
- Вартбург — автомобиль;
- Технику RFT, Robotron, Stern Radio и др.;
- Vita Cola — напиток, созданный в ГДР, аналог американского напитка Кока-кола[1];
- Rotkäppchen («Красная шапочка») — шампанское из восточногерманского Фрейбурга[1];
- Karo — сигареты;
- Amiga — пластинки;
- Veritas — швейные машинки;
- Florena — крем;
- Zetti — хрустящие хлопья;
- Halberstadt — сосиски;
- Mokka Fix Gold — кофе;
- Nuth — пятновыводители;
- Elasan — лосьон для малышей;
- Spreewald Delikatess-Gewuerzgurken — огурцы в банке («шпревальдские огурчики»)[1];
- Tempo Bohnen/Erbsen — фасоль и горох;
- Globus — венгерский консервированный горошек (продавался и в СССР);
- рок-группа Puhdys, популярная и сейчас на востоке страны[8];
- молочные леденцы Henry[5].

## Исследования

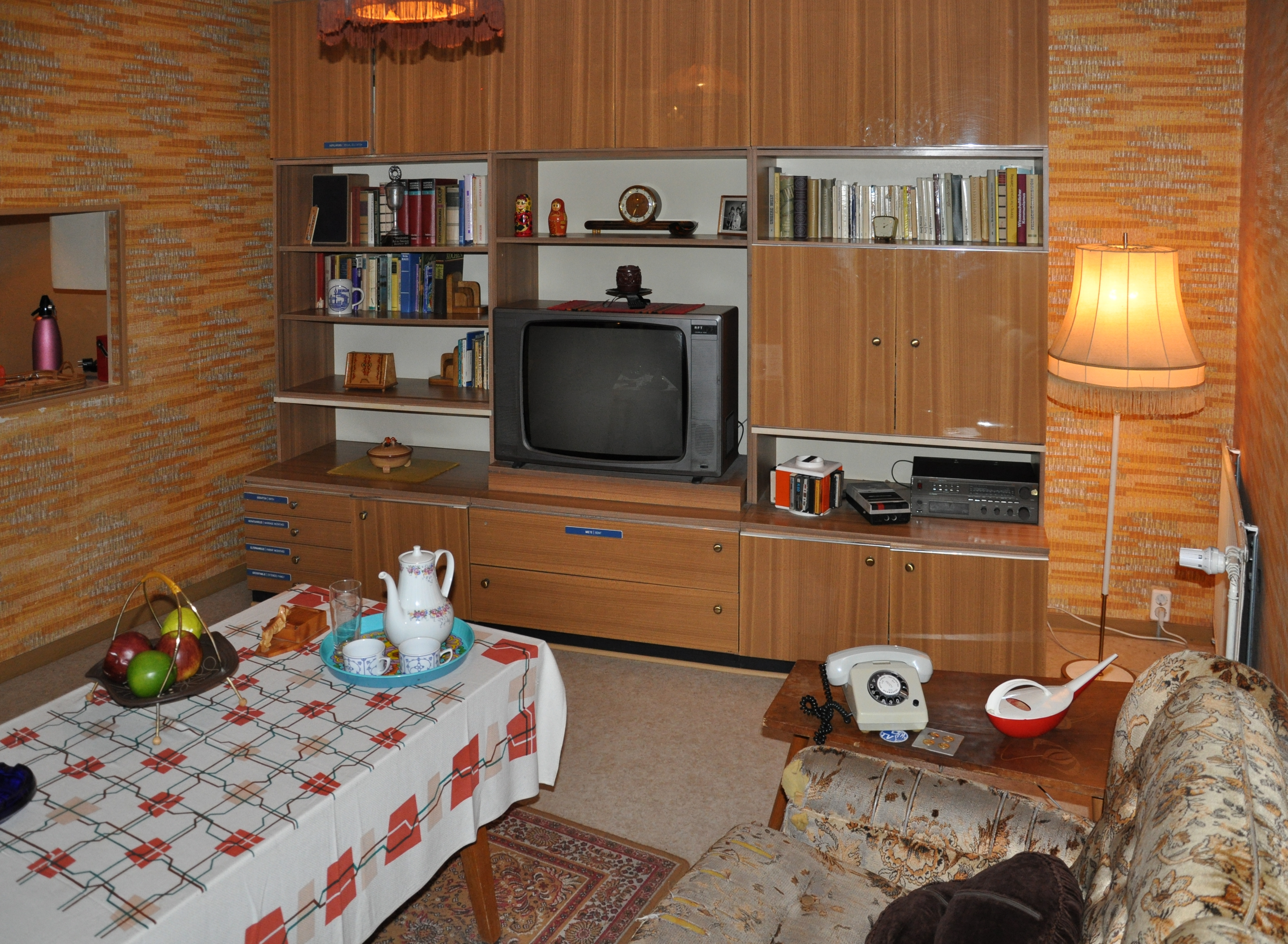
Реконструкция комнаты жителя ГДР в Музее ГДР (Берлин)

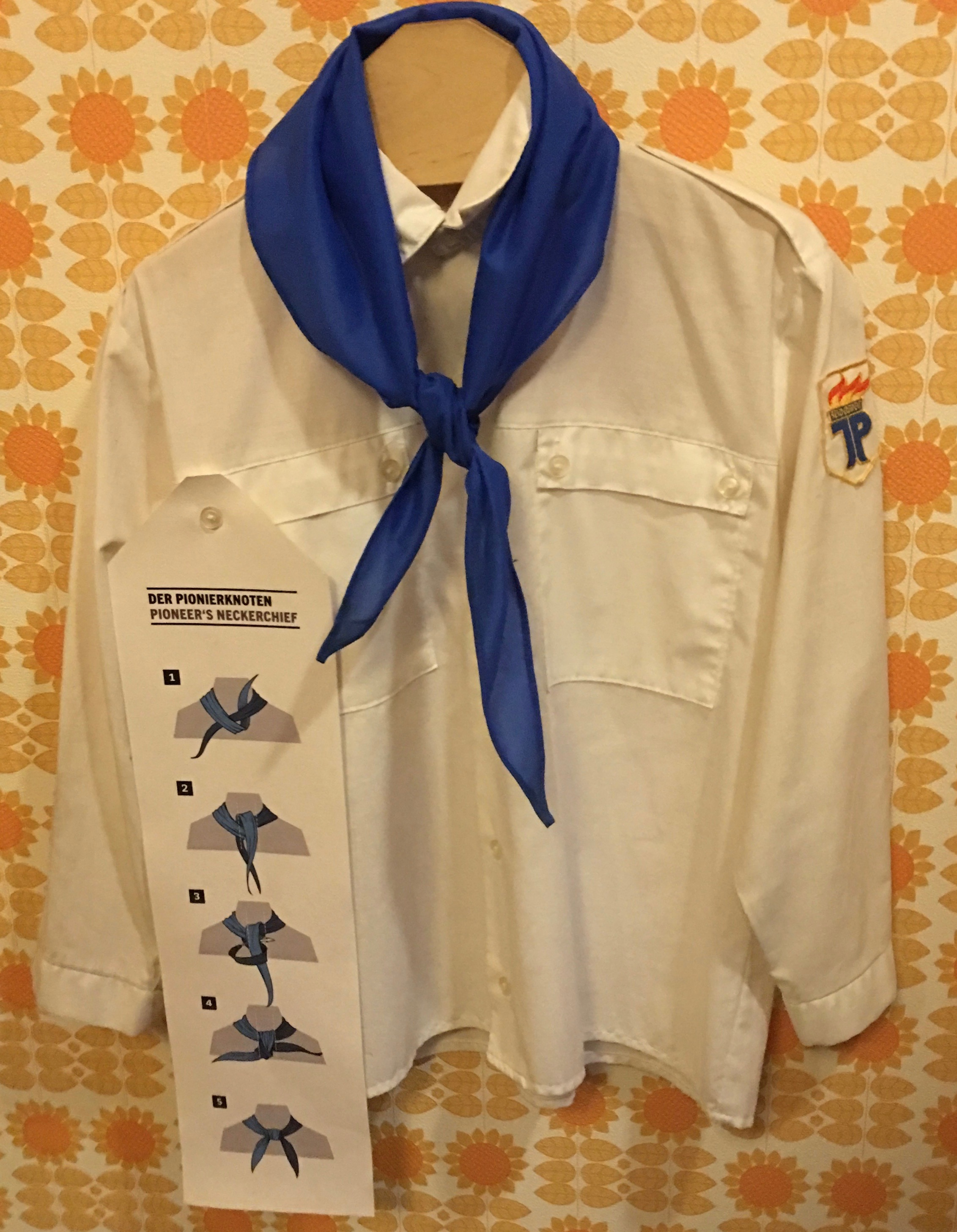
Правила повязывания пионерского галстука. Музей ГДР

Научная работа по изучению жизни в ГДР ведётся в берлинском Музее ГДР, экспозиция которого дает возможность взглянуть на историю ГДР с разных сторон: с точки зрения частной жизни людей со многими счастливыми моментами, и с точки зрения воздействия на их жизнь и судьбы со стороны диктатуры.
Причины остальгии социолог из Свободного университета Берлина профессор Клаус Шрёдер объяснял так: «Жизнь в ГДР была для многих более понятной и простой».
По мнению доктора Франка Коха из Центра социологических исследований Берлина и Бранденбурга: «остальгия — началась потому, что на востоке слишком много ждали от объединения, а получили слишком мало». При этом он отмечает, что восточная идентичность — не землячество, как у баварцев или саксов и восточные немцы сами не хотят интегрироваться.
Аналогичное мнение высказывает и профессор Юрген Хардт (Jurgen Hardt), психоаналитик из Йены: «в период воссоединения страны политики давали много обещаний, что будило много надежд, которые для большинства так и остались нереализованными», при этом также отмечая, что «осси» и «весси» по-прежнему чужие друг другу.
40 % немецкой молодежи, чьи родители выросли в ГДР, не считают её диктатурой, при этом 50 % считают, что демократия в ФРГ не была настоящей. При этом, лишь 10-15 процентов из 16 млн бывших жителей ГДР желают возврата прошлого. Исследователи говорят, что наиболее привлекательна вся ГДР-мода для тех, кому в 80-е годы было 10 — 12 лет. Согласно опросу журнала «Штерн» в 2009 году 57 % «осси» в той или иной степени жалели, что от повседневной  жизни ГДР ничего не осталось.
По мнению доцента кафедры лингвистики и межкультурной коммуникации БФУ им. И.Канта М. С. Потёминой «Остальгия… — Это ностальгия по времени, когда у людей были мечты, была надежда. Когда людям снился мир за границей. Теперь, когда они живут в этом мире, на смену мечтам пришло глубокое разочарование».

## Остальгия в кино и видеоиграх
Тема остальгии затрагивается в кинофильмах:
- «Гуд бай, Ленин!» (2003, Вольфганг Беккер), некоторым образом способствовавший распространению остальгии[8],
- «Клейнруппин навсегда» (2004, Карстен Фибелер[нем.]),
- «Солнечная аллея» (1999, Леандер Хаусман) — в котором, по мнению критиков, повседневная жизнь в ГДР была приукрашена[5],
- «Любовь за стеной» (2009, Петер Тимм),
- «Ostalgie: The Berlin Wall» (2018) — видеоигра от Kremlingames, в которой игровым пространством выступает ГДР времён поздней Перестройки и распада соцлагеря.
- «Советский Унтерцогерсдорф» — (2005)[11] — видеоигра в жанре квест, повествует о вымышленном государстве, Советский Унтерцогерсдорф, последней республике Советского Союза.

### Книги
- Eva Banchelli. Taste the East: Linguaggi e forme dell’Ostalgie. Sestante Edizioni, Bergamo, 2006. ISBN 88-87445-92-3.
- John Borneman. Belonging in the Two Berlins: Kin, State, Nation. Cambridge, UK: Cambridge University Press, 1992.
- Andreas Staab. National Identity in Eastern Germany: Inner Unification or Continued Separation? Westport: Praeger Publishers, 1998.
- Stefan Strohschneider. Denken in Deutschland: Vergleichende Untersuchungen in Ost und West. Bern: Verlag Hans Huber, 1996.
- C. Zelle. Ostalgie? National and regional identifications in Germany after unification. Birmingham, 1997.

### Статьи
- Марина Дмитриева. Остальгия. Заметки о восточногерманской визуальности // Художественный журнал. — № 24 Архивная копия от 6 января 2008 на Wayback Machine.
- Daphne Berdahl. «(N)Ostalgia» for the Present: Memory, Longing, and East German Things. Ethnos 64(2): 192—211.1999.
- Dominic Boyer. On the Sedimentation and Accreditation of Social Knowledges of Difference: Mass Media, Journalism and the Reproduction of East/West Alterities in Unified Germany. Cultural Anthropology 15(4): 459—491. 2000.
- Dominic Boyer. Media Markets, Mediating Labors, and the Branding of East German Culture at «Super Illu.» Social Text 68 (Fall): 9-33.
- Dominic Boyer. Ostalgie and the Politics of the Future in Eastern Germany. Cornell University.
- Andrea Rota. Testi pubblicitari ostalgici: una breve analisi semiotica, in «Linguistica e Filologia» 24/2007, p. 137—152.
- Муташев Серик. «Остальгия» по Германии // Континент. — 2000. — № 20.
- Франсуа Кавиглиоли.  Ностальгия по железному занавесу // Le Nouvel Observateur, Франция, 13 декабря 2007.
- Richard Bernstein. Warm, Fuzzy Feelings for East Germany’s Gray Old Days. New York Times, 13 January 2004.
- Германия: две в одной // Белорусская нива, 03 октябрь 2007.